# Regions Morgan Keegan Championships and the Cellular South Cup 2005
Regions Morgan Keegan Championships and the Cellular South Cup 2005 - тенісні турніри, що проходили на закритих кортах з твердим покриттям Racquet Club of Memphis у Мемфісі (США). Це був 30-й за ліком Regions Morgan Keegan Championships, і 20-й за ліком Cellular South Cup. Належав до серії International Gold в рамках Туру ATP 2005, і до турнірів 3-ї категорії в рамках Туру WTA 2005. Тривав з 14 до 20 лютого 2005 року.

## Фінальна частина

### Одиночний розряд, чоловіки
Кеннет Карлсен —  Макс Мирний, 7–5, 7–5

### Одиночний розряд, жінки
Віра Звонарьова —  Меган Шонессі, 7–6(7–3), 6–2

### Парний розряд, чоловіки
Сімон Аспелін /  Todd Perrey —  Боб Браян /  Майк Браян, 6–4, 6–4

### Парний розряд, жінки
Міхо Саекі /  Юка Йосіда —  Лора Гренвілл /  Абігейл Спірс 6–3, 6–4